# عالم مجنون

ذكر، أبيض، كبير في السن، أسنان معوجة، شعر أشعث، معطف مختبرات، أنبوب اختبار فوار، نظارات أو نظارات واقية، ووقفة مسرحية – الصورة النمطية للعالم المجنون. أحيانا يتم وضع لهجة ألمانية أو اسم ألماني على الشخصية.

العالم المجنون أو الأستاذ المجنون هو شخصية أدبية في القصص الشعبية، وبشكل محدد في الخيال العلمي، وهو عالم يقوم بتجارب وأبحاث غير اعتيادية.

## الوصف
قد يكون العالم المجنون خسيسا أو عدائيا، محايد أو لطيفا، أو قد يكون مجنونا وغريب الأطوار، وقد يجتمع علماء مجانين ويعملون بتقنيات خيالية لكي يحققوا مخططاتهم، إذا كان لديهم مخطط متماسك في الأصل. في المقابل، فهم لا يرون أي مشكلة في لعب دور الله. ليس كل العلماء المجانين أشرارا، فبعضهم قد تكون لديه نوايا حسنة أو طيبة، حتى وإن كانت أعمالهم خطرة أو مشكوك فيها، حيث يجعلهم هذا أشرار بالصدفة. 

## التاريخ

### البوادر
دار الخيال الشعبي منذ قديم الزمن على الشخصيات البدائية التي امتهنت المعرفة الباطنية. كان الشامان والسحرة والأطباء الروحيون يبعثون الوقار والخوف بما أشيع عن مقدرتهم بمناشدة الوحوش والشياطين. واشتركوا في العديد من الخصائص مع العلماء المجانين مثل السلوك الغريب، وعيشة التنسك، وقدرتهم على خلق الحياة.
ربما أقرب شخصية في الأساطير الغربية إلى العالم المجنون بشكله الحديث كان دايدالوس صانع المتاهة، والذي سجنه الملك مينوس داخلها. وتمكن من الهرب باختراعه أجنحة من الريش وألصقها بشمع العسل، وصنع أجنحة له ولابنه إيكاروس. طار دايدالوس إلى بر الأمان، أما ابنه إيكاروس فطار قريبا جدا من الشمس فذاب شمع أجنحته وسقط إلى البحر.
في التاريخ الفعلي، يشترك أرخميدس في بعض خصائص العالم المجنون، لكن كان أقرب إلى النموذج الأصلي الطيب، أو الأستاذ الشارد (على الأقل كمثال – كما في قصة التاج الذهبي أو سجل موته).
أحد أكثر النماذج شهرة في الأدب القديم عن العالم المجنون يمكن أن توجد في كوميديا أريستوفان، بعنوان الغيوم. تصور المسرحية سقراط، وهو معاصر لأرسيتوفان، وهو يلعب بأدوات غريبة وتجارب لا تصدق لتحديد طبيعة الغيوم والسماء، ويقدم طريقته الفلسفية كوسيلة لخداع الآخرين والتهرب من اللوم، وهي أقرب إلى الأوصاف التي رواها مناوئوه السفسطائيون وعن آرائه المنسوبة إليه عادة. تم تصويره بشكل مختلف من قبل طلابه أفلاطون وكسينوفون، فيحتمل أن محاكاة أرسطوفانس الساخرة لسقراط كانت أكثر دقة من مديحهم. أحد طلاب أفلاطون، وهو أرسطو، عرف أيضا بمنهجه التجريبي، ولربما اتفق في المفهوم مع معلم معلمه. هناك محاكاة مماثلة لموضوع التجربة المجنونة وعديمة الجدوى في أكاديمية لاغادو المذكورة في قصة في رحلات جاليفر (1726).
تشابه علم الخيمياء مع العلوم المجنونة بأهدافه الشامخة وتجاربه الغريبة. ويعرف أن بعض خيميائيي القرون الوسطى تصرفوا بغرابة، أحيانا كنتيجة لتعرضهم للمواد الخطرة، مثل تسمم الزئبق في حالة السير إسحاق نيوتن. وادعى الخيميائي المشهور باراسيلسوس أن بمقدوره خلق قزم homunculus، أو إنسان اصطناعي. انحسرت الخيمياء بوصول العلم الحديث أثناء عصر التنوير.
ساهم علماء ومخترعو العصر الحديث أيضا في تطوير الصورة النمطية للعالم المجنون. أتى نيقولا تيسلا بفكرة «شعاع الموت» (سلاح طاقة موجّه) وأثار موجة انتقاد في أجهزة الإعلام، بشكل خاص في نيويورك تايمز ونيويورك صن، بكونه مثال العالم المجنون.

### الأفلام والقصص
تأرجح تصوير العلم في الأدب منذ القرن التاسع عشر بدوره في خلاص المجتمع أو هلاكه. ولذلك تراوح تصوير العلماء في القصة بين الشخصية المستقيمة والمفسدة، الرزينة والمجنونة. وحتى القرن العشرين، كان التفاؤل بالتقدم هو الموقف الأكثر شيوعا نحو العلم (باستثناء مهم للكاتب هربرت جورج ويلز)، لكن المخاوف المستترة حول تعكير «أسرار الطبيعة» كانت تظهر على السطح بعد الدور المتزايد للعلم في وقت الحرب، بالإضافة إلى عمليات تشريح الأحياء وتطور حركة حقوق الحيوان.
كان فيكتور فرانكنشتاين، الذي خلق الوحش المسمى باسمه، هو نموذج العالم المجنون، وقد ظهر لأول مرة في 1818، في رواية فرانكنشتاين، أو بروميثيوس الحديث بقلم ماري شيلي. مع أن فرانكشتاين كان شخصية ودودة، إلا أنه كان يجري التجارب المحرمة التي تتجاوز «الحدود التي لا يجب تجاوزها»، دون تفكيره بالعواقب. كان فرانكشتاين قد تدرب على خيمياء القرون الوسطى والعلوم الحديثة ما جعله جسرا بين عصرين. كان الكتاب بادرة لنوع جديد من الأدب هو الخيال العلمي، مع ذلك فهو يرتبط بأسبقيات أخرى أيضا بكونه مثالا عن الرعب القوطي.
في عام 1896 نشر هربرت جورج ويلز قصة جزيرة الدكتور مورو، وفيها يقوم طبيب يدعى مورو بتشريح الكائنات الحية ويعزل نفسه كليا عن الحضارة لكي يواصل تجاربه في ربط الحمض النووي البشري داخل الحيوانات، دون أن يفكر بالمعاناة التي يتسبب بها.
مثال آخر عن العلماء المجانين هو فاوست، أو الدكتور فاوستوس. تعتبر أسطورة فاوست مثالا مهما على من يبيع روحه للشيطان. وفي كل النسخ من القصة تقريبا، يبيع فاوست روحه مقابل المعرفة أو القوة الخارقة.
جلب فريتز لانغ مفهوم العالم الشرير إلى السينما عام 1927 في فيلم متروبوليس في شخصية روتفانغ، العبقري الشرير الذي منحت آلاته الحياة إلى مدينة متروبوليس الديستوبية. أثّر تصميم مختبر روتانغ على العديد من الديكورات السينمائية اللاحقة بأقواسها الكهربائية، والأدوات الفوارة، وصفوف معقدة وغريبة من الأزرار وآلات التحكم. قام الممثل رودولف كلاين روغه بتمثيل دور روتفانغ، وكان نموذج العالم المجنون المتناقض؛ ورغم براعته في القوى العلمية الباطنية، فقد بقي عبدا لرغبته للقوة والانتقام. كان مظهر روتفانغ مؤثرا أيضا – شعر أشعث، سلوك همجي، وزي مختبر، كلها أصبحت صورة نمطية للعالم المجنون. حتى يده اليمنى الميكانيكية أصبحت علامة لقوة العلم المجنونة، ويظهر صداها بشكل خاص في فيلم ستانلي كوبريك «دكتور سترانجلوف» وفي رواية وصمات بالمر إلدريتش الثلاث (1965) بقلم فيليب ك ديك.

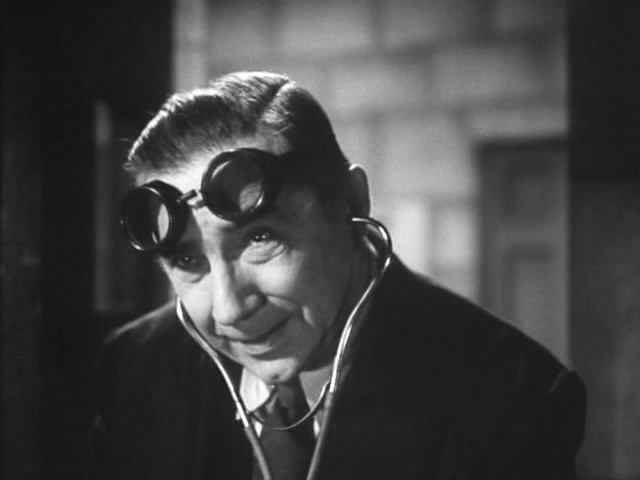
بيلا لوغوسي في دور عالم مجنون في فيلم الرعب الخفاش الشيطان (1940)

رغم هذا، استمر العلم بترك انطباع حميد في عقول الناس، كما في معرض «قرن من التقدم» في شيكاغو عام 1933، و«عالم الغد» في المعرض نيويورك العالمي عام 1939. لكن موقف الناس بشكل عام بدأ يتغير بعد الحرب العالمية الأولى، عندما أصبحت الحرب الكيمياوية والطائرة هي أسلحة الرعب في عصرها. ومن بين مجموع أدبيات الخيال العلمي الذي تعامل مع نهاية العالم قبل العام 1914، كان ثلثا الأدب حول النهايات الطبيعية (مثل الاصطدام بكويكب)، والثلث الآخر حول النهايات التي سببها البشر (حوالي نصفها كان عرضيا، ونصف عن عمد). وبعد العام 1914، أصبحت فكرة قيام أي إنسان بقتل بقية الإنسانية أكثر ورودا في الأدب (حتى وإن ظلت مستحيلة)، وأصبحت النسبة تشكل ثلثي أدب نهاية العالم لتكون على يد شر أو خطأ بشري. ورغم أن التفاؤل كان واضحا، فقد كان القلق باديا على الناس.
كانت الكهرباء هي الأداة الأكثر شيوعا للعلماء المجانين في ذاك العصر. وكان ينظر إليها كقوة شبه باطنية ذات خواص فوضوية ومتقلبة.
أظهر مسح أخير شمل 1,000 فيلم رعب وزع في المملكة المتحدة بين الثلاثينات والثمانينات أن العلماء المجانين أو مخلوقاتهم كانوا الأشرار في 30 بالمائة من الأفلام؛ وشكل البحث العلمي 39 بالمائة من التهديدات؛ وبالتباين، كان العلماء هم الأبطال في نحو 11 بالمائة. (كرستوفر فريلينغ، نيو ساينتست، 24 سبتمبر 2005)
شكل العلماء المجانين عديد الخصوم في بدايات القصص المصورة. ألترا هيومانايت، هو عالم عبقري مقعد، كان خصم سوبرمان الأول ويحتمل أنه أول شرير خارق في القصص المصورة. ويحتمل أنه كان نموذجا لشخصية ليكس لوثر الأشهر. من بين أوائل خصوم باتمان هو هوغو سترانج. لكن العديد من هذه الحالات تصنف بشكل أنسب تحت تصنيف العبقري الشرير.

### بعد عام 1945
أصبح وجود العلماء المجانين واضحا في الثقافة الشعبية بعد الحرب العالمية الثانية. إذ زادت التجارب الطبية السادية للنازيين، خصوصا تجارب يوزاف منغيله، واختراع القنبلة الذرية في هذه الفترة، من مخاوف الناس حول خروج العلم والتقنية عن السيطرة. لم يتناقص هذا الانطباع مع التطور العلمي والتقني أثناء الحرب الباردة، بتهديداته المتزايدة بالدمار الشديد. كثيرا ما ظهر العلماء المجانين في روايات وأفلام الخيال العلمي في تلك الفترة. ظهر فيلم دكتور سترينجلوف (1963) من بطولة بيتر سلرز، ويعبر الفيلم عن الخوف النهائي من قوة العلم أو سوء استعمال هذه القوة. في الخمسينات كان هناك الكثير من الحماس للتقدم العلمي، كما في أفلام مثل فيلم ديزني صديقتنا الذرة، والذي يحمل فيه عالم قطعة من اليورانيوم المشع ويناقش المنافع الإيجابية التي سيجلبها الإشعاع، بدون اعتبار السلبيات المحتملة.
في السنوات الأخيرة، بدأت صورة العالم المجنون كعالم وحيد يتحرى الجوانب المجهولة المحرمة بالاختفاء وحلت ومحلها صورة مدراء الشركات المجانين الذين يهدفون للربح بتحدي قوانين الطبيعة والإنسانية بغض النظر عمّن سيعاني؛ هؤلاء يعينون علماء بمرتبات كبيرة لتحقيق أحلامهم الشريرة. هذا التغيير ممثل بشخصية ليكس لوثر، عدو سوبرمان اللدود، فقد ظهر أصلا في الثلاثينات كعالم مجنون وحيد، وتم تعديل أصل الشخصية في عام 1986 ليصبح لوثر رئيس شركة عملاقة تلعب دورا أساسيا أيضا في قسم الأبحاث والتطوير الخاص به.
تغيرت تقنيات العلم المجنون أيضا بعد هيروشيما. استبدلت الكهرباء بالإشعاع كأداة جديدة للخلق والتكبير أو التشويه (مثل غودزيلا). ومع ازدياد ذكاء المشاهدين، أخذت ميكانيكا الكم وهندسة الجينات والذكاء الاصطناعي مكانها في الشاشة (مثل بليد رنر). ركز الفن اللاحق على العالم المجنون بتضحيته بالإنسان لصالح صنائعه، وتتراوح التضحيات من بضعة أناس إلى كل سكان العالم.
في نفس السياق، يكون بعضهم أبطالا (أو إيجابيين على الأقل)، مثل دكستر في مسلسل الرسوم المتحركة مختبر دكستر، الأستاذ كالكولوس في مغامرات تان تان، الدكتور موتو والأستاذ فارنزورث في فيوتشوراما وفيلو في فيلم يو إتش إف، الدكتور بنجامين جيفكوت، أو الدكتور إميت «دوك» براون من أفلام العودة إلى المستقبل. وتظهر من حين لآخر محاكاة ساخرة للعلماء المجانين تسخر من الفكرة الشائعة.

## وصلات خارجية
- Analyzing the culture motif
  - Gary Hoppenstand, “Dinosaur Doctors and Jurassic Geniuses: The Changing Image of the Scientist in the Lost World Adventure”
  - The Scarecrow's Brain – images of the scientist in film, Christopher Frayling
  - Breaking Down the Stereotypes of Science by Recruiting Young Scientists
  - The Mad Scientist Database with links and Looks
  - Mad Science Experiments
  - TV Tropes article on the Mad Scientist stock character